# Mosquée de Koski Mehmed-pacha
La mosquée de Koski Mehmed-pacha est située en Bosnie-Herzégovine, sur le territoire de la ville de Mostar. Construite au début du XVIIe siècle, elle est inscrite sur la liste des monuments nationaux de Bosnie-Herzégovine.
La médersa de la mosquée est elle aussi classée.

## Localisation

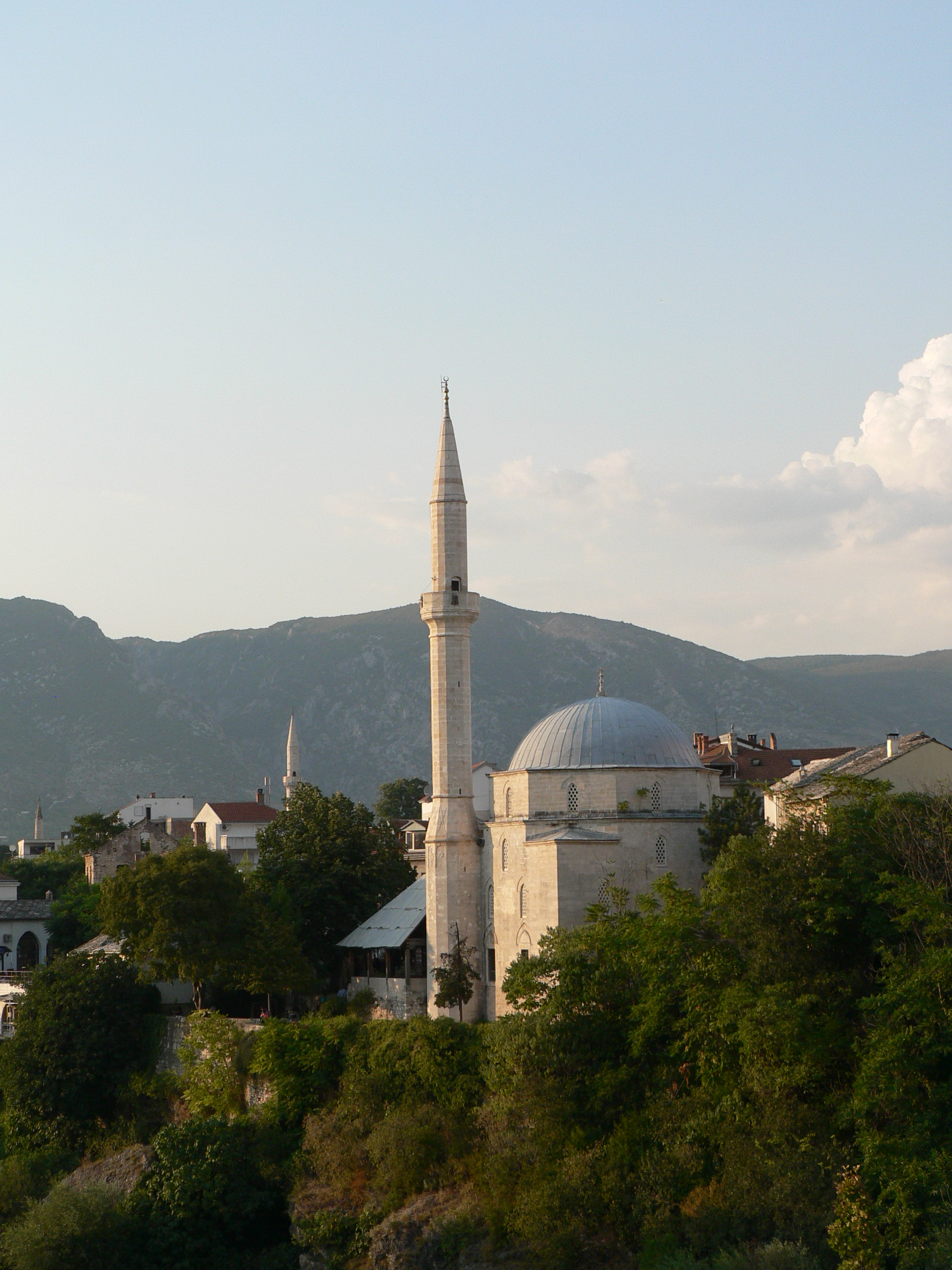
Autre vue de la mosquée

## Architecture

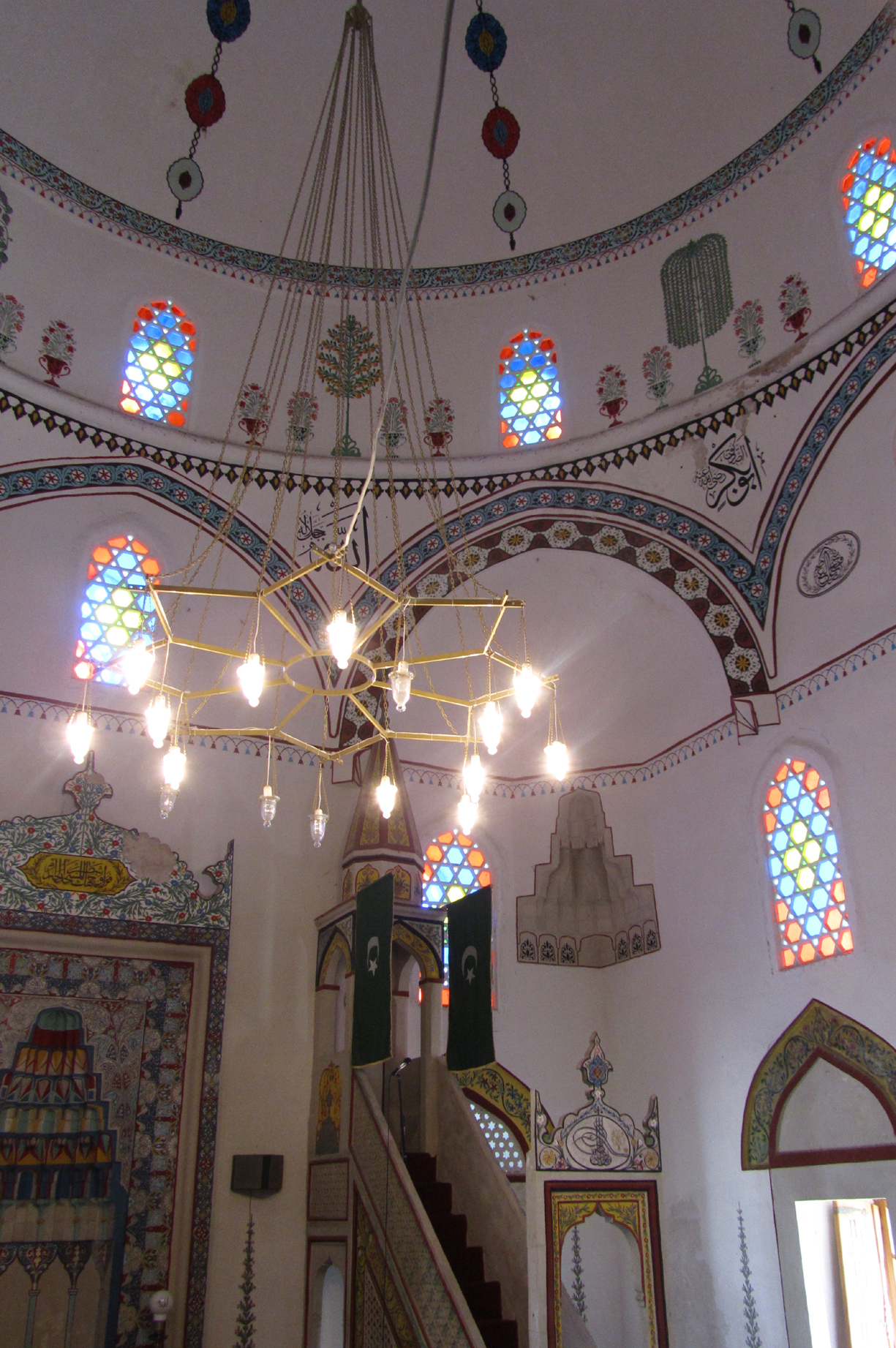
L'intérieur de la mosquée